# Arachnopsita
Arachnopsita is een geslacht van rechtvleugeligen uit de familie krekels (Gryllidae). De wetenschappelijke naam van dit geslacht is voor het eerst geldig gepubliceerd in 1993 door Desutter-Grandcolas & Hubbell.

## Soorten
Het geslacht Arachnopsita omvat de volgende soorten:
- Arachnopsita cavicola Saussure, 1897
- Arachnopsita florensis Desutter-Grandcolas, 1997
- Arachnopsita lithophila Gorochov, 2007
- Arachnopsita pequegna Desutter-Grandcolas, 1993
- Arachnopsita uncinata Desutter-Grandcolas, 1997
- Arachnopsita usumacinta Desutter-Grandcolas, 1993